# Imatge virtual
Una imatge virtual és la representació mitjançant un sistema òptic, com podria ser: un mirall, una lent, etc., que sembla plasmada en el moment en què es localitza l'allargament dels raigs lúcids cap a la part successiva d'aquest sistema, on posteriorment varia llur recorregut en incidir en un conjunt òptic o en traspassar-lo.
Les imatges virtuals han d'ésser contemplades directament, situant l'ull en el trajecte dels raigs, alterada pel sistema òptic. Les imatges donades per objectes reflectits en un espill llis són sempre virtuals. En canvi, si el sistema òptic és un mirall arquejat o una lent, les representacions seran existents o virtuals, en virtut de la situació relacionada de l'objecte i el focus del sistema.

## Classes de lents
La lent pot ser convergents o divergents, depenen de la forma còncava o convexa de la seva superfície i dels seus radis de curvatura.
1. Lents convergents, els raigs que travessen la lent convergeixen en un lloc anomenat focus que està situat per darrere de la lent. Les imatges obtingudes amb les lents convergents, s'anomenen imatges reals.
2. Lents divergents, els raigs se separen en travessar la lent. Els raigs resultants procedeixen d'un punt situat per davant de la lent que s'anomena focus virtual. D'aquestes s'obtenen imatges virtuals. Els raigs procedeixen d'un lloc inexistent o virtual.

### Formació d'imatges amb lents ideals
Per determinar el lloc on és forma la imatge d'un objecte es poden utilitzar les tres regles següents:
1. El raig procedent de l'objecte que passa pel centre de la lent no és desviat.
2. El raig procedent de l'objecte que entra en perpendicular al pla de la lent es desvia cap al focus.
3. El raig procedent de l'objecte que passa pel focus de la lent, es refracta de manera que surt paral·lel. (Raig Focal)
4. La imatge de l'objecte s'obté en el punt d'intersecció dels tres raigs anteriors.

## Com es produeix una imatge virtual
Un mirall pla és una superfície plana que pot reflectir la llum que li arriba amb una capacitat reflectora de la intensitat de la llum incident del 95%.
Una imatge d'un mirall es veu com si l'objecte estigués darrere de l'objecte, i no davant, ni en la superfície (és un error molt freqüent pensar que la imatge la veiem en la superfície del mirall).
El sistema òptic de l'ull recull els raigs que surten divergents de l'objecte i els fa convergir a la retina. L'ull identifica la posició que ocupa un objecte amb el lloc on convergeixen les prolongacions del feix dels raigs divergents que hi arriben. Aquestes prolongacions no coincideixen amb la posició real de l'objecte. En aquest punt és on es forma la imatge virtual de l'objecte.
La imatge obtinguda en un mirall pla no es pot projectar damunt d'una pantalla. Col·locant una pantalla on sembla estar la imatge, no recolliria res. Per això és una imatge virtual, una còpia de l'objecte. El sistema òptic de l'ull és el que recull els raigs divergents del mirall, i el cervell interpreta els procedents del darrere del mirall.
El condicionament de la convergència dels eixos de visió, s'ha de tenir en compte en el plantejament d'una imatge virtual, amb diversos objectes, l'efecte l'estereoscopi té lloc amb variacions relatives a la distància en el que es troben els objectes dels ulls. Una imatge, barrejant la recepció dels dos ulls hem de tenir una atenció especial a l'objecte, amb l'objectiu de modificar l'angle dels eixos de visió dels nostres ulls. La convergència dels eixos de visió ens dona com a resultat la captació més definida de la imatge observada, a la vegada que es manté la informació relativa a la distància, sent gairebé paral·lels als eixos de visió en els objectes allunyats i àmpliament divergents en els objectes més de prop. S'ha de tenir en compte el condicionament que aporta l'ajustament dels angles de visió dels ulls: es tracta de l'automàtica variació de la distància focal, que permet mantenir la imatge amb l'enfocament precís perquè la captació de la mateixa sigui la més nítida possible.
És a dir, una imatge virtual, és perquè es veu com si estigués dintre del mirall, no es pot formar damunt d'una pantalla però pot ser vista quan l'enfoquem amb els ulls.

## Com es forma una imatge virtual
1. Formació de la imatge en un mirall pla
2. Formació de la imatge en una lent biconvexa amb l'objectiu situat darrere el focus F
3. Formació de la imatge en una lent biconvexa amb l'objectiu situat davant el focus F
4. Formació de la imatge en una lent biconvexa amb l'objecte virtual

## Aplicacions
Exemples d'aplicacions on es forma la imatge virtual:
- A través d'un mirall.
- A través d'un microscopi.
- En hologrames.
- En videojocs.